# Cristian Paulucci
Cristian Oscar Paulucci (29 de enero de 1973) es un exfutbolista y entrenador argentino de fútbol. Actualmente dirige a Deportes La Serena de la Primera División de Chile.

## Trayectoria
Es titulado de la Asociación de Técnicos del Fútbol Argentino (ATFA). Comenzó su carrera como entrenador del fútbol formativo del Club Atlético Belgrano. Arribó a Chile el 2011 para trabajar como ojeador en Universidad Católica, cargo que desempeñó en dos etapas, entre las cuales tuvo un paso como ayudante de Luis Marcoleta en San Marcos de Arica. Posteriormente dejó por segunda vez el cuadro cruzado, para asumir como director deportivo de Huachipato. En el cuadro acerero fue uno de los responsables de los fichajes de Rómulo Otero, Yeferson Soteldo y Gabriel Torres, tres futbolistas de buen pasar por el club, que fueron comprados a bajo precio, y que cuyas ventas, junto a las de jugadores como Andrés Vilches, Martín Rodríguez, Ángelo Sagal y Víctor Dávila, entre otros, significaron ingresos por más de 15 millones de dólares para Huachipato.
Retornó a Universidad Católica el 2019, para ocupar el puesto de entrenador asistente del primer equipo que dejó vacante Patricio Ormazábal. Como ayudante técnico de Gustavo Quinteros, obtiene la Supercopa de Chile 2019, y la Primera División 2019. Posteriormente, con Ariel Holan como entrenador del cuadro cruzado consiguen el título de la Primera División 2020, y de la mano de Gustavo Poyet la Supercopa 2020.

### Como entrenador

#### Universidad Católica
Tras la renuncia de Gustavo Poyet, producto de los malos resultados, asume de forma interina la dirección técnica del primer equipo de Universidad Católica, con la compañía de Rodrigo Valenzuela y Jaime Rubilar. El 15 de septiembre del 2021 es ratificado como entrenador de los cruzados hasta el fin de la temporada 2021. Paulucci, disputó con la institución la final de la Supercopa 2021, tras una tanda de penales frente a Ñublense, la UC se coronó tricampeón de está competencia.
Tras el despido de Poyet, por la Primera División 2021 la UC registro con Paulucci 7 triunfos consecutivos, su racha de triunfos terminó tras perder ante el líder Colo Colo por 2 a 1, con un gol al último minuto de Parraguez, con dicha derrota, el club albo le sacó una ventaja de 5 puntos a la escuadra cruzada a falta de 6 fechas. En las 6 fechas siguientes, Colo Colo solo consiguió 7 puntos de 18, mientras que la UC ganó sus 6 compromisos, coronándose tetracampeón del torneo nacional, tras ganar las ediciones 2018, 2019, 2020 y 2021, y está nueva estrella se convirtió en su segundo título con la franja. En los 14 partidos disputados con la franja para dicho torneo, Paulucci obtuvo 13 triunfos y una derrota, consiguiendo un 93% de rendimiento. El 9 de diciembre, tras la obtención del título, se confirmó su continuidad en el cargo de director técnico por los próximos dos años.
Tras una mala campaña, el 18 de abril de 2022, se anuncia su salida del club en mutuo acuerdo.

#### Club Deportivo Manchego Ciudad Real
El 8 de marzo de 2023, firma por el Club Deportivo Manchego Ciudad Real de la Tercera Federación. Al término de la temporada lograría el ascenso a la Segunda Federación, tras ser campeón del Grupo XVIII de Tercera Federación.

#### Sport Boys
El 3 de octubre de 2024 es oficializado como nuevo técnico de Sport Boys de la Primera División de Perú.  Luego de salvar al equipo del descenso, en mayo de 2025 y con el equipo en la medianía de la tabla, se anuncia su renuncia por motivos personales y una oferta del exterior.

#### Deportes La Serena
El 15 de mayo de 2025 es anunciado como el nuevo entrenador de Deportes La Serena de la Primera División.

## Clubes

### Como jugador
| Equipo              | País      | Año       |
| ------------------- | --------- | --------- |
| General Paz Juniors | Argentina | 1996-1997 |
| San José            | Bolivia   | 1997      |

### Como observador
| Equipo               | País  | Año       |
| -------------------- | ----- | --------- |
| Universidad Católica | Chile | 2011-2012 |
| Universidad Católica | Chile | 2014-2015 |

### Como mánager
| Equipo     | País  | Año       |
| ---------- | ----- | --------- |
| Huachipato | Chile | 2015-2019 |

### Como ayudante técnico
| Equipo               | País  | Año       |
| -------------------- | ----- | --------- |
| San Marcos de Arica  | Chile | 2013-2014 |
| Universidad Católica | Chile | 2019-2021 |

### Como entrenador
| Equipo                        | Div.                | Temporada           | Liga | Liga | Liga | Liga | Liga |    | Copa | Copa | Copa | Copa |    | Internacional | Internacional | Internacional | Internacional | Internacional |    | Otras | Otras | Otras | Otras |    | Totales     | Totales | Totales | Totales | Totales | Totales | Totales | Totales | Totales |
| Equipo                        | Div.                | Temporada           | PJ   | PG   | PE   | PP   | Pos  | PJ | PG   | PE   | PP   | PJ   | PG | PE            | PP            | Pos           | PJ            | PG            | PE | PP    | PJ    | PG    | PE    | PP | Rendimiento | GF      | GC      | Dif.    | Ptos.   |         |         |         |         |
| ----------------------------- | ------------------- | ------------------- | ---- | ---- | ---- | ---- | ---- | -- | ---- | ---- | ---- | ---- | -- | ------------- | ------------- | ------------- | ------------- | ------------- | -- | ----- | ----- | ----- | ----- | -- | ----------- | ------- | ------- | ------- | ------- | ------- | ------- | ------- | ------- |
| Universidad Católica · Chile  | 1.ª                 | 2021                | 14   | 13   | 0    | 1    | 1.º  | -  | -    | -    | -    | -    | -  | -             | -             | -             | 1             | 0             | 1  | 0     | 15    | 13    | 1     | 1  | 88.89%      | 38      | 11      | +27     | 40      |         |         |         |         |
| Universidad Católica · Chile  | 1.ª                 | 2022                | 10   | 4    | 0    | 6    | Inc. | -  | -    | -    | -    | 2    | 1  | 0             | 1             | Inc.          | 1             | 0             | 0  | 1     | 13    | 5     | 0     | 8  | 38.46%      | 14      | 20      | -6      | 15      |         |         |         |         |
| Universidad Católica · Chile  | Total               | Total               | 24   | 17   | 0    | 7    | -    | -  | -    | -    | -    | 2    | 1  | 0             | 1             | -             | 2             | 0             | 1  | 1     | 28    | 18    | 1     | 9  | 65.48%      | 52      | 31      | +21     | 55      |         |         |         |         |
| Manchego Ciudad Real · España | 5.ª                 | 2022-23             | 7    | 5    | 2    | 0    | 1.º  | -  | -    | -    | -    | -    | -  | -             | -             | -             | -             | -             | -  | -     | 7     | 5     | 2     | 0  | 80.95%      | 10      | 4       | +6      | 17      |         |         |         |         |
| Manchego Ciudad Real · España | Total               | Total               | 7    | 5    | 2    | 0    | -    | -  | -    | -    | -    | -    | -  | -             | -             | -             | -             | -             | -  | -     | 7     | 5     | 2     | 0  | 80.95%      | 10      | 4       | +6      | 17      |         |         |         |         |
| Celaya · México               | 2.ª                 | 2023-A              | 6    | 3    | 1    | 2    | 11.º | -  | -    | -    | -    | -    | -  | -             | -             | -             | -             | -             | -  | -     | 6     | 3     | 1     | 2  | 55.56%      | 8       | 5       | +3      | 10      |         |         |         |         |
| Celaya · México               | 2.ª                 | 2024-C              | 16   | 7    | 4    | 5    | 1/4  | -  | -    | -    | -    | -    | -  | -             | -             | -             | -             | -             | -  | -     | 16    | 7     | 4     | 5  | 52.08%      | 25      | 20      | +5      | 25      |         |         |         |         |
| Celaya · México               | Total               | Total               | 22   | 10   | 5    | 7    | -    | -  | -    | -    | -    | -    | -  | -             | -             | -             | -             | -             | -  | -     | 22    | 10    | 5     | 7  | 53.03%      | 33      | 25      | +8      | 35      |         |         |         |         |
| Sport Boys · Perú             | 1.ª                 | 2024                | 4    | 0    | 2    | 2    | 13.º | -  | -    | -    | -    | -    | -  | -             | -             | -             | -             | -             | -  | -     | 4     | 0     | 2     | 2  | 16.67%      | 1       | 4       | -3      | 2       |         |         |         |         |
| Sport Boys · Perú             | 1.ª                 | 2025                | 11   | 4    | 4    | 3    | Inc. | -  | -    | -    | -    | -    | -  | -             | -             | -             | -             | -             | -  | -     | 11    | 4     | 4     | 3  | 48.48%      | 20      | 19      | +1      | 16      |         |         |         |         |
| Sport Boys · Perú             | Total               | Total               | 15   | 4    | 6    | 5    | -    | -  | -    | -    | -    | -    | -  | -             | -             | -             | -             | -             | -  | -     | 15    | 4     | 6     | 5  | 40%         | 21      | 23      | -2      | 18      |         |         |         |         |
| Deportes La Serena · Chile    | 1.ª                 | 2025                | 10   | 2    | 3    | 5    | -    | 4  | 3    | 0    | 1    | -    | -  | -             | -             | -             | -             | -             | -  | -     | 14    | 5     | 3     | 6  | 42.85%      | 28      | 25      | +3      | 18      |         |         |         |         |
| Deportes La Serena · Chile    | Total               | Total               | 10   | 2    | 3    | 5    | -    | 4  | 3    | 0    | 1    | -    | -  | -             | -             | -             | -             | -             | -  | -     | 14    | 5     | 3     | 6  | 42.85%      | 28      | 25      | +3      | 18      |         |         |         |         |
| Total en su carrera           | Total en su carrera | Total en su carrera | 78   | 38   | 16   | 24   | -    | 4  | 3    | 0    | 1    | 2    | 1  | 0             | 1             | -             | 2             | 0             | 1  | 1     | 86    | 42    | 17    | 27 | 55.43%      | 144     | 108     | +36     | 143     |         |         |         |         |
| 1. 2. 3. 4.                   |                     |                     |      |      |      |      |      |    |      |      |      |      |    |               |               |               |               |               |    |       |       |       |       |    |             |         |         |         |         |         |         |         |         |

#### Resumen estadístico
| Competición               | Partidos | Ganados | Empatados | Perdidos | %      |
| ------------------------- | -------- | ------- | --------- | -------- | ------ |
| Tercera Federación        | 7        | 5       | 2         | 0        | 80.95% |
| Liga de Expansión MX      | 22       | 10      | 5         | 7        | 53.03% |
| Primera División de Chile | 34       | 19      | 3         | 12       | 58.82% |
| Copa Chile                | 4        | 3       | 0         | 1        | 75%    |
| Supercopa de Chile        | 2        | 0       | 1         | 1        | 16.67% |
| Primera División del Perú | 15       | 4       | 6         | 5        | 40%    |
| Copa Libertadores         | 2        | 1       | 0         | 1        | 50%    |
| TOTAL                     | 86       | 42      | 17        | 27       | 55.43% |

## Palmarés

### Como entrenador
| Título                           | Club                       | País   | Año     |
| -------------------------------- | -------------------------- | ------ | ------- |
| Supercopa de Chile               | Universidad Católica       | Chile  | 2021    |
| Primera División                 | Universidad Católica       | Chile  | 2021    |
| Tercera Federación (Grupo XVIII) | C. D. Manchego Ciudad Real | España | 2022-23 |

### Como ayudante técnico
| Título             | Equipo               | País  | Año  |
| ------------------ | -------------------- | ----- | ---- |
| Supercopa de Chile | Universidad Católica | Chile | 2019 |
| Primera División   | Universidad Católica | Chile | 2019 |
| Primera División   | Universidad Católica | Chile | 2020 |
| Supercopa de Chile | Universidad Católica | Chile | 2020 |

### Distinciones individuales
| Distinción                                                 | Año  |
| ---------------------------------------------------------- | ---- |
| Mejor técnico 2021 por Encuesta El Deportivo de La Tercera | 2021 |